# Hain-Spatenmoos

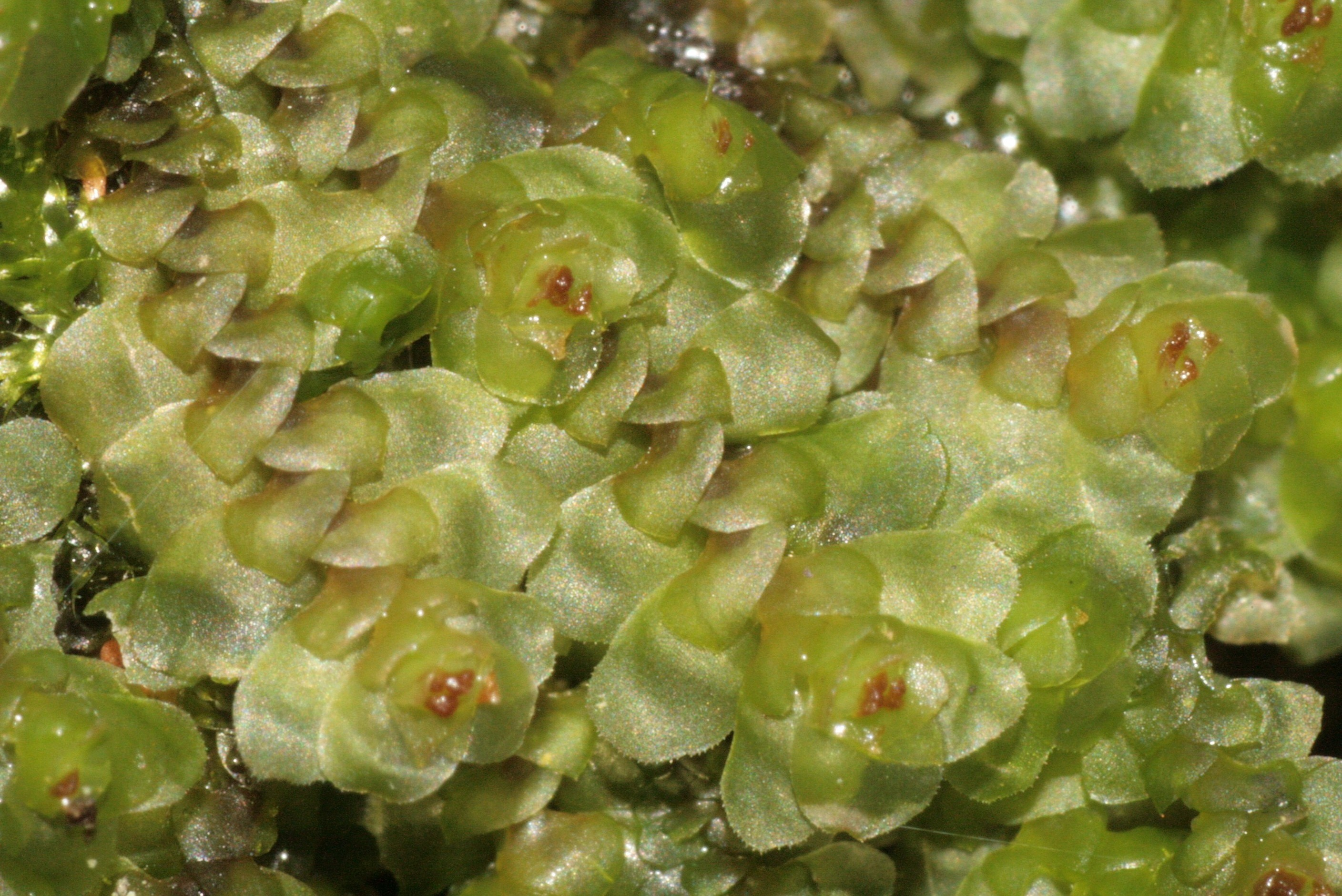
Nahansicht

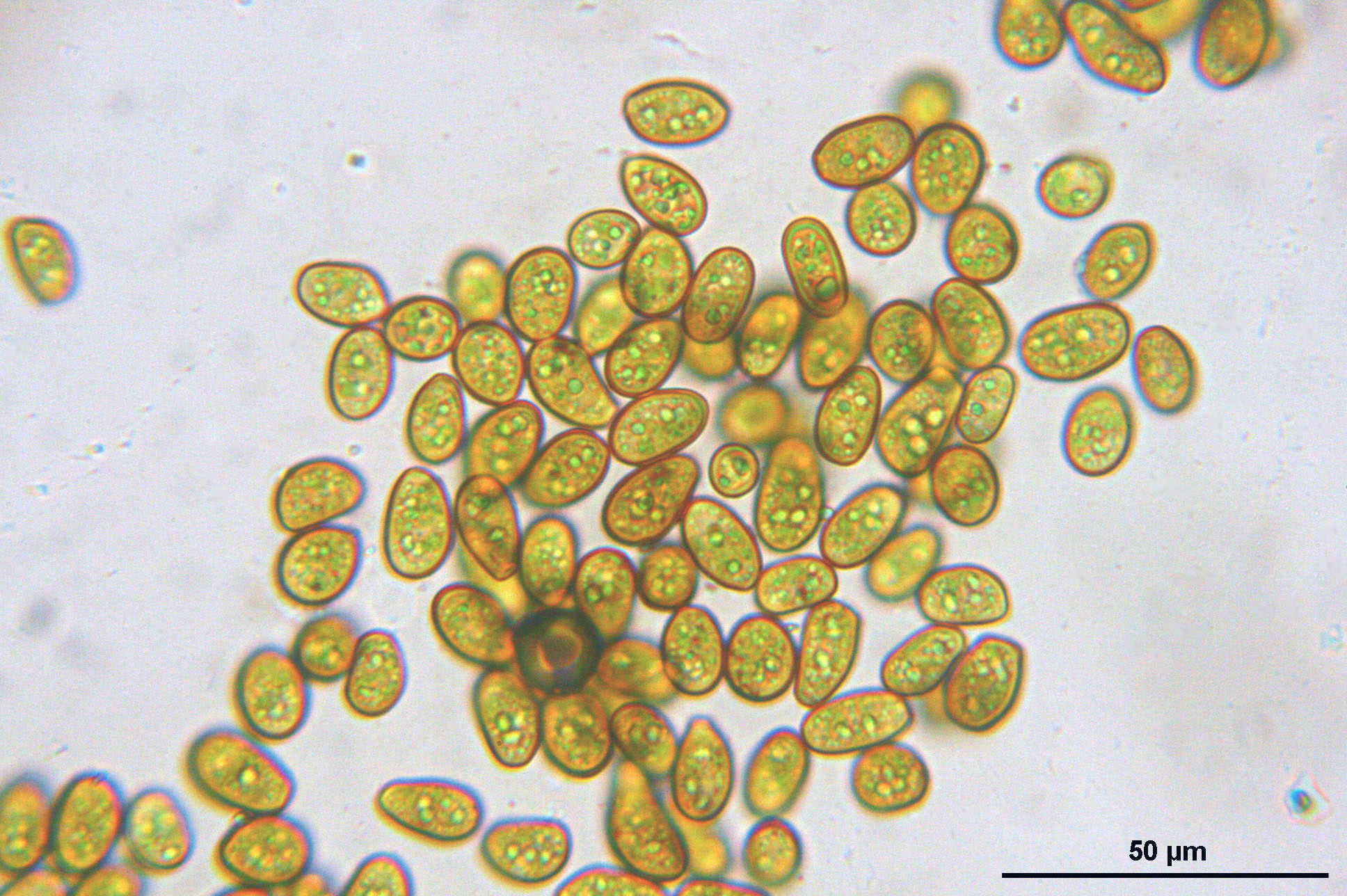
Brutkörper

Das Hain-Spatenmoos (Scapania nemorea, Syn.: Scapania nemorosa (L.) Dumort.) ist eine Lebermoos-Art der Ordnung Lophoziales.

## Merkmale
Die kräftigen, etwa 1 bis 5 Zentimeter langen und 3 bis 4 Millimeter breiten Pflanzen bilden grüne bis braunrote Rasen. Die Blätter sind zweilappig, mit größeren, ovalen Unterlappen und nur 1/2 bis 1/3 so großen, abgerundet-rechteckigen und die Stämmchen übergreifenden Oberlappen. Der Unterlappen läuft am Stämmchen deutlich herab, der Oberlappen dagegen nicht. Beide Blattlappen sind am Rand gesägt.
Die Blattzellen sind rundlich bis abgerundet rechteckig, derbwandig, etwa 20 bis 25 µm groß und haben meist deutlich verdickte Zellecken. In den Zellen sind jeweils um die 5 Ölkörper vorhanden, diese sind rundlich-elliptisch und aus zahlreichen Öltröpfchen zusammengesetzt.
Ein für diese Art charakteristisches Merkmal sind die Brutkörper, sie sitzen auf einige bräunliche Häufchen verteilt an der Spitze der Sprosse. Die einzelnen Brutkörper sind einzellig, oval und etwa 20 µm groß.
Die Pflanzen sind diözisch. Perianthien und Sporogone werden nicht häufig ausgebildet.

## Verbreitung und Standorte
Das Hain-Spatenmoos kommt in Teilen der nördlichen Hemisphäre vor. In Mitteleuropa ist es von der Ebene bis in mittlere Gebirgslagen ziemlich verbreitet und stellenweise häufig.
Die Art wächst an schattigen, mäßig frischen und kalkfreien Standorten und besiedelt Gestein, Erde und morsches Holz.